# Deselvana ezba
Deselvana ezba är en insektsart som först beskrevs av William Lucas Distant 1908.  Deselvana ezba ingår i släktet Deselvana och familjen dvärgstritar.
Artens utbredningsområde är Ecuador. Inga underarter finns listade i Catalogue of Life.